# Phyllorhiza punctata
Espèce
Phyllorhiza punctata, surnommée « cloche flottante », « méduse à pois blancs » ou « méduse constellée », est une espèce de cnidaires de type méduses.

## Caractéristiques
Originaire du Pacifique Ouest, elle a été très largement introduite ailleurs, devant même une espèce envahissante dans le golfe du Mexique. Elle vit souvent en symbiose avec des zooxanthelles, algue unicellulaire brunes qui lui donnent sa couleur.
Le lac aux Méduses abrite 10 millions de méduses qui descendraient toutes d'individus de l'espèce Phyllorhiza punctata mais qui ont perdu en grande partie leur caractère urticant en l'absence de prédateurs.

## Galerie de photos

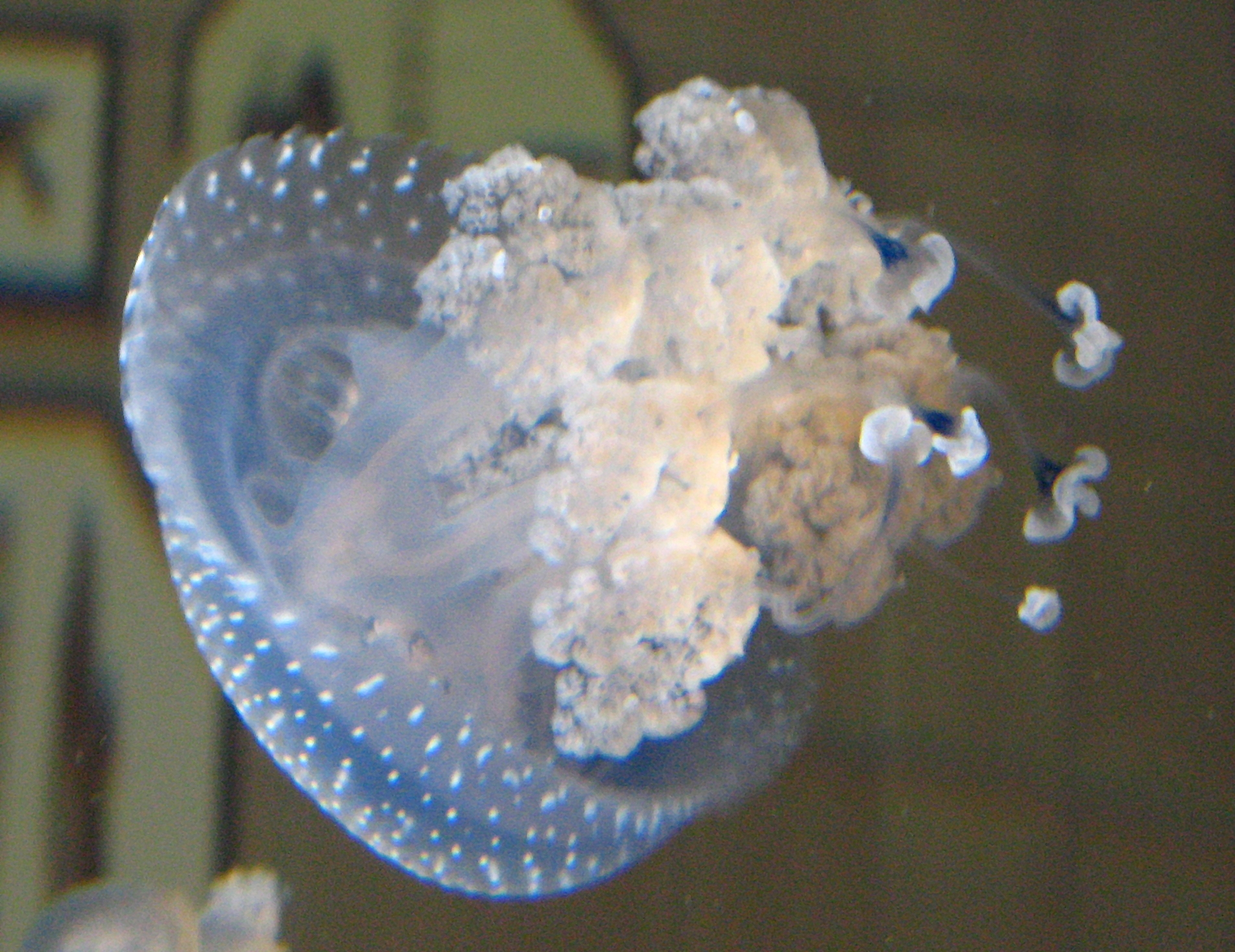
Phyllorhiza punctata
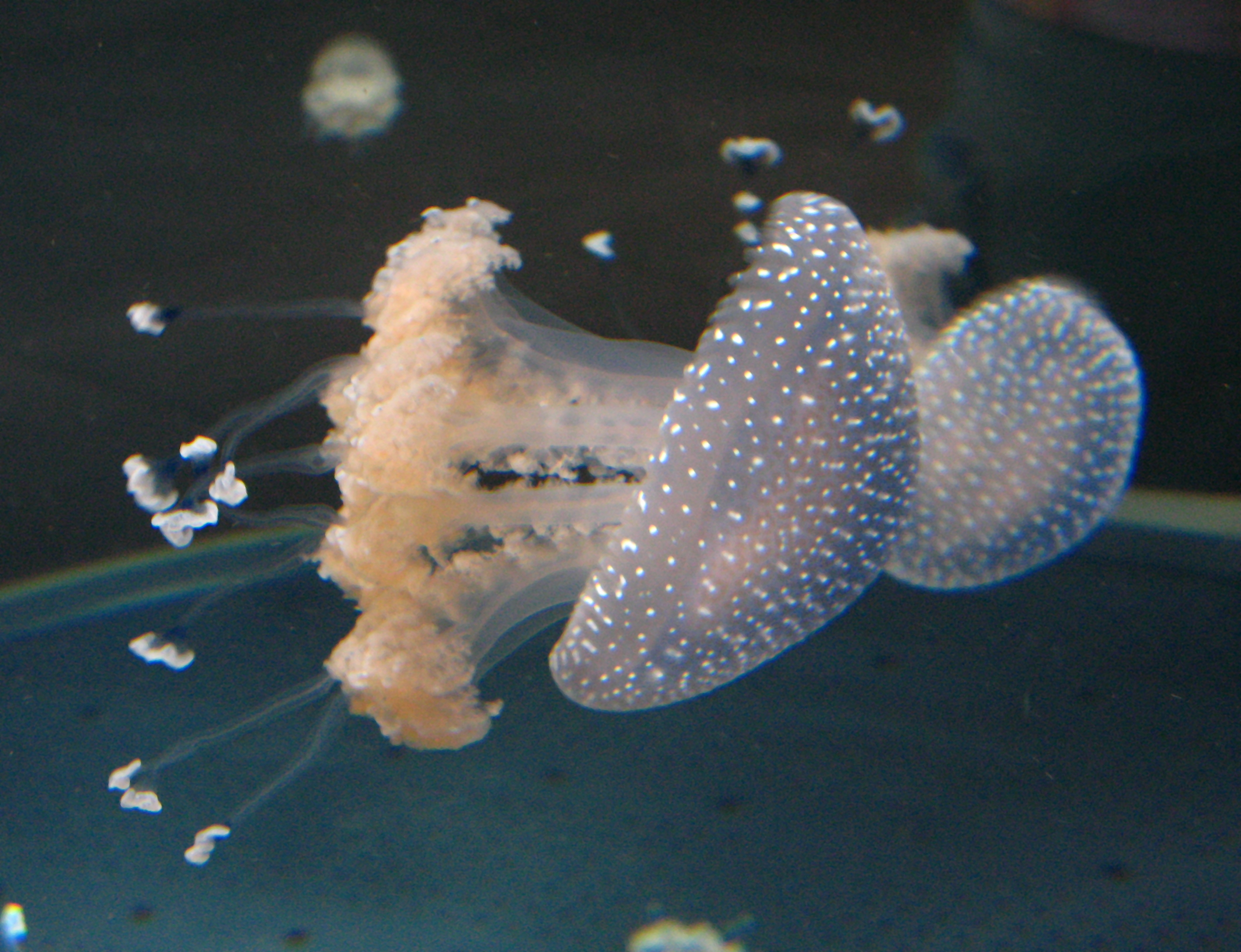

### Autres liens externes
- (zh) [vidéo] « Phyllorhiza punctata », sur YouTube